# Родина Саттерів
Саттери (англ. Sutter family) — найчисельніша родина гравців Національної хокейної ліги.

## Історія
Семеро синів фермера Луї Джона Саттера з містечка Вікінг (Альберта, Канада) весь вільний час грали у хокей. Старший Гаррі продовжив батьківську справу, а шестеро стали хокеїстами, грали в найсильнішій лізі світу — НХЛ.
Браян Саттер (1956) — провів у НХЛ 844 матчі. Срібний призер молодіжного чемпіонату світу 1975 року. Тренував команди «Сент-Луїс Блюз», «Бостон Брюїнс», «Калгарі Флеймс» і «Чикаго Блекгокс».
Дерріл Саттер (1958) — провів у НХЛ 457 матчів. Тренував команди «Чикаго Блекгокс», «Сан-Хосе Шаркс», «Калгарі Флеймс» і «Лос-Анджелес Кінгс». Під його керівництвом «королі» двічі здобували Кубок Стенлі (2012, 2014).
Дуейн Саттер (1960) — провів у НХЛ 892 матчі. Чотириразовий володар Кубка Стенлі у складі «Нью-Йорк Айлендерс» (1981, 1982, 1983, 1984).
Брент Саттер (1962) — провів у НХЛ 1255 матчів. У складі національної збірної триразовий переможець Кубка Канади (1984, 1987, 1991) і віце-чемпіон світу 1985 року. Тренував команди «Нью-Джерсі Девілс» і «Калгарі Флеймс».
Річ Саттер (1963) — провів у НХЛ 952 матчі. Був обраний у першому раунді драфта НХЛ 1982 року («Піттсбург Пінгвінс»).
Рон Саттер (1963) — брат-близнюк Річа, провів у НХЛ 1197 матчів. Був обраний у першому раунді драфта НХЛ 1982 року («Філадельфія Флаєрс»). У складі національної збірної — бронзовий медаліст чемпіонату світу 1990 року.
Статистичні показники першого покоління Саттерів:
| Гравець       | Роки      | Регулярний сезон | Регулярний сезон | Регулярний сезон | Регулярний сезон | Регулярний сезон | Плей-оф | Плей-оф | Плей-оф | Плей-оф | Плей-оф |
| Гравець       | Роки      | І                | Г                | П                | О                | ШХ               | І       | Г       | П       | О       | ШХ      |
| ------------- | --------- | ---------------- | ---------------- | ---------------- | ---------------- | ---------------- | ------- | ------- | ------- | ------- | ------- |
| Браян Саттер  | 1976–1988 | 779              | 303              | 333              | 636              | 1,786            | 65      | 21      | 21      | 42      | 249     |
| Дерріл Саттер | 1979–1987 | 406              | 161              | 118              | 279              | 288              | 51      | 24      | 19      | 43      | 26      |
| Дуейн Саттер  | 1979–1990 | 731              | 139              | 203              | 342              | 1333             | 161     | 26      | 32      | 58      | 405     |
| Брент Саттер  | 1980–1998 | 1,111            | 363              | 466              | 829              | 1,054            | 144     | 30      | 44      | 74      | 164     |
| Річ Саттер    | 1982–1995 | 874              | 149              | 166              | 315              | 1411             | 78      | 13      | 5       | 18      | 133     |
| Рон Саттер    | 1982–2001 | 1,093            | 205              | 328              | 533              | 1352             | 104     | 8       | 32      | 40      | 193     |
| Всього        | 1976—2001 | 4,994            | 1320             | 1614             | 2934             | 7244             | 603     | 122     | 153     | 275     | 1170    |

Хронологічна таблиця виступів:
| Сезон                | Браян                | Дерріл               | Дуейн                | Брент                | Річ                  | Рон                  |
| -------------------- | -------------------- | -------------------- | -------------------- | -------------------- | -------------------- | -------------------- |
| 1976-77              | «Сент-Луїс Блюз»     |                      |                      |                      |                      |                      |
| 1977-78              | «Сент-Луїс Блюз»     |                      |                      |                      |                      |                      |
| 1978-79              | «Сент-Луїс Блюз»     |                      |                      |                      |                      |                      |
| 1979-80              | «Сент-Луїс Блюз»     | «Чикаго Блекгокс»    | «Нью-Йорк Айлендерс» |                      |                      |                      |
| 1980-81              | «Сент-Луїс Блюз»     | «Чикаго Блекгокс»    | «Нью-Йорк Айлендерс» | «Нью-Йорк Айлендерс» |                      |                      |
| 1981-82              | «Сент-Луїс Блюз»     | «Чикаго Блекгокс»    | «Нью-Йорк Айлендерс» | «Нью-Йорк Айлендерс» |                      |                      |
| 1982-83              | «Сент-Луїс Блюз»     | «Чикаго Блекгокс»    | «Нью-Йорк Айлендерс» | «Нью-Йорк Айлендерс» | «Піттсбург Пінгвінс» | «Філадельфія Флаєрс» |
| 1983-84              | «Сент-Луїс Блюз»     | «Чикаго Блекгокс»    | «Нью-Йорк Айлендерс» | «Нью-Йорк Айлендерс» | «Піттсбург Пінгвінс» | «Філадельфія Флаєрс» |
| «Філадельфія Флаєрс» | «Сент-Луїс Блюз»     | «Чикаго Блекгокс»    | «Нью-Йорк Айлендерс» | «Нью-Йорк Айлендерс» |                      | «Філадельфія Флаєрс» |
| 1984-85              | «Сент-Луїс Блюз»     | «Чикаго Блекгокс»    | «Нью-Йорк Айлендерс» | «Нью-Йорк Айлендерс» |                      | «Філадельфія Флаєрс» |
| 1985-86              | «Сент-Луїс Блюз»     | «Чикаго Блекгокс»    | «Нью-Йорк Айлендерс» | «Нью-Йорк Айлендерс» |                      | «Філадельфія Флаєрс» |
| 1986-87              | «Сент-Луїс Блюз»     | «Чикаго Блекгокс»    | «Нью-Йорк Айлендерс» | «Нью-Йорк Айлендерс» | «Ванкувер Канакс»    | «Філадельфія Флаєрс» |
| 1987-88              | «Сент-Луїс Блюз»     |                      | «Чикаго Блекгокс»    | «Нью-Йорк Айлендерс» | «Ванкувер Канакс»    | «Філадельфія Флаєрс» |
| 1988-89              |                      |                      | «Чикаго Блекгокс»    | «Нью-Йорк Айлендерс» | «Ванкувер Канакс»    | «Філадельфія Флаєрс» |
| 1989-90              |                      |                      | «Чикаго Блекгокс»    | «Нью-Йорк Айлендерс» | «Ванкувер Канакс»    | «Філадельфія Флаєрс» |
| «Сент-Луїс Блюз»     |                      |                      | «Чикаго Блекгокс»    | «Нью-Йорк Айлендерс» |                      | «Філадельфія Флаєрс» |
| 1990-91              |                      |                      |                      | «Нью-Йорк Айлендерс» |                      | «Філадельфія Флаєрс» |
| 1991-92              | «Сент-Луїс Блюз»     |                      |                      | «Нью-Йорк Айлендерс» |                      |                      |
| 1991-92              | «Сент-Луїс Блюз»     | «Чикаго Блекгокс»    |                      |                      |                      |                      |
| 1992-93              | «Сент-Луїс Блюз»     |                      |                      |                      |                      |                      |
| 1993-94              | «Сент-Луїс Блюз»     | «Чикаго Блекгокс»    |                      |                      |                      |                      |
| 1993-94              | «Квебек Нордікс»     | «Чикаго Блекгокс»    |                      |                      |                      |                      |
| 1994-95              | «Нью-Йорк Айлендерс» | «Чикаго Блекгокс»    |                      |                      |                      |                      |
| 1994-95              | «Нью-Йорк Айлендерс» | «Тампа-Бей Лайтнінг» |                      |                      |                      |                      |
| 1994-95              | «Нью-Йорк Айлендерс» | «Торонто Мейпл Ліфс» |                      |                      |                      |                      |
| 1995-96              |                      | «Бостон Брюїнс»      |                      |                      |                      |                      |
| 1996-97              | «Сан-Хосе Шаркс»     |                      |                      |                      |                      |                      |
| 1997-98              | «Сан-Хосе Шаркс»     |                      |                      |                      |                      |                      |
| 1998-99              | «Сан-Хосе Шаркс»     |                      |                      |                      |                      |                      |
| 1999-00              | «Сан-Хосе Шаркс»     |                      |                      |                      |                      |                      |
| 2000-01              | «Калгарі Флеймс»     |                      |                      |                      |                      |                      |

Саттери є найрезультативнішими братами в регулярному чемпіонаті НХЛ — 2934 очка. Друге місце посідають Брент і Вейн Грецкі (2861), на третій позиції словацьке тріо Штястних (Петер, Антон, Маріан) — 2169. Понад 2000 очок також набрали шведи Генрік та Даніель Седіни — 2111 і легенди «Монреаль Канадієнс» Анрі та Моріс Рішари — 2011.
Таблиця проведених матчів у регулярному чемпіонаті і Кубку Стенлі:
| Клуб                 | Браян | Браян | Дерріл | Дерріл | Дуейн | Дуейн | Брент | Брент | Річ | Річ | Рон | Рон | Всього | Всього |
| Клуб                 | РЧ    | КС    | РЧ     | КС     | РЧ    | КС    | РЧ    | КС    | РЧ  | КС  | РЧ  | КС  | РЧ     | КС     |
| -------------------- | ----- | ----- | ------ | ------ | ----- | ----- | ----- | ----- | --- | --- | --- | --- | ------ | ------ |
| «Нью-Йорк Айлендерс» | 0     | 0     | 0      | 0      | 547   | 120   | 694   | 88    | 0   | 0   | 27  | 0   | 1268   | 208    |
| «Сент-Луїс Блюз»     | 779   | 65    | 0      | 0      | 0     | 0     | 0     | 0     | 250 | 42  | 163 | 6   | 1192   | 113    |
| «Чикаго Блекгокс»    | 0     | 0     | 406    | 51     | 184   | 41    | 417   | 56    | 98  | 6   | 0   | 0   | 1104   | 154    |
| «Філадельфія Флаєрс» | 0     | 0     | 0      | 0      | 0     | 0     | 0     | 0     | 204 | 19  | 545 | 69  | 749    | 88     |
| «Ванкувер Канакс»    | 0     | 0     | 0      | 0      | 0     | 0     | 0     | 0     | 291 | 7   | 0   | 0   | 291    | 7      |
| «Сан-Хосе Шаркс»     | 0     | 0     | 0      | 0      | 0     | 0     | 0     | 0     | 0   | 0   | 272 | 24  | 272    | 24     |
| «Квебек Нордікс»     | 0     | 0     | 0      | 0      | 0     | 0     | 0     | 0     | 0   | 0   | 37  | 0   | 37     | 0      |
| «Бостон Брюїнс»      | 0     | 0     | 0      | 0      | 0     | 0     | 0     | 0     | 0   | 0   | 18  | 5   | 18     | 5      |
| «Торонто Мейпл Ліфс» | 0     | 0     | 0      | 0      | 0     | 0     | 0     | 0     | 18  | 4   | 0   | 0   | 18     | 4      |
| «Калгарі Флеймс»     | 0     | 0     | 0      | 0      | 0     | 0     | 0     | 0     | 0   | 0   | 21  | 0   | 21     | 0      |
| «Піттсбург Пінгвінс» | 0     | 0     | 0      | 0      | 0     | 0     | 0     | 0     | 9   | 0   | 0   | 0   | 9      | 0      |
| «Тампа-Бей Лайтнінг» | 0     | 0     | 0      | 0      | 0     | 0     | 0     | 0     | 4   | 0   | 0   | 0   | 4      | 0      |

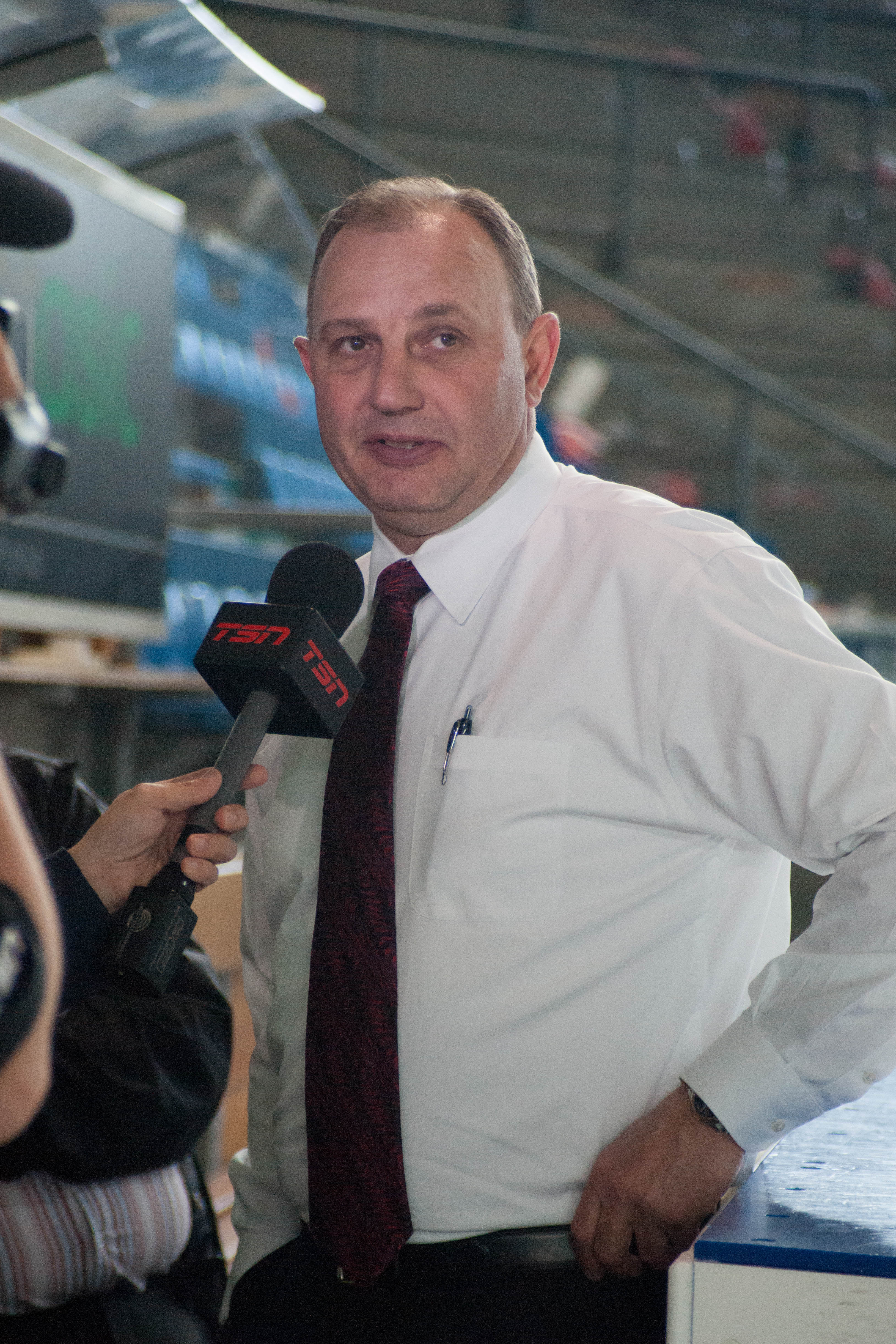
Брент Саттер
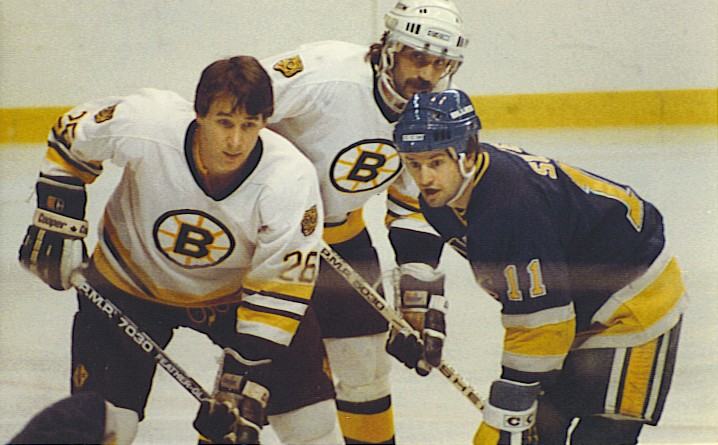
Браян Саттер
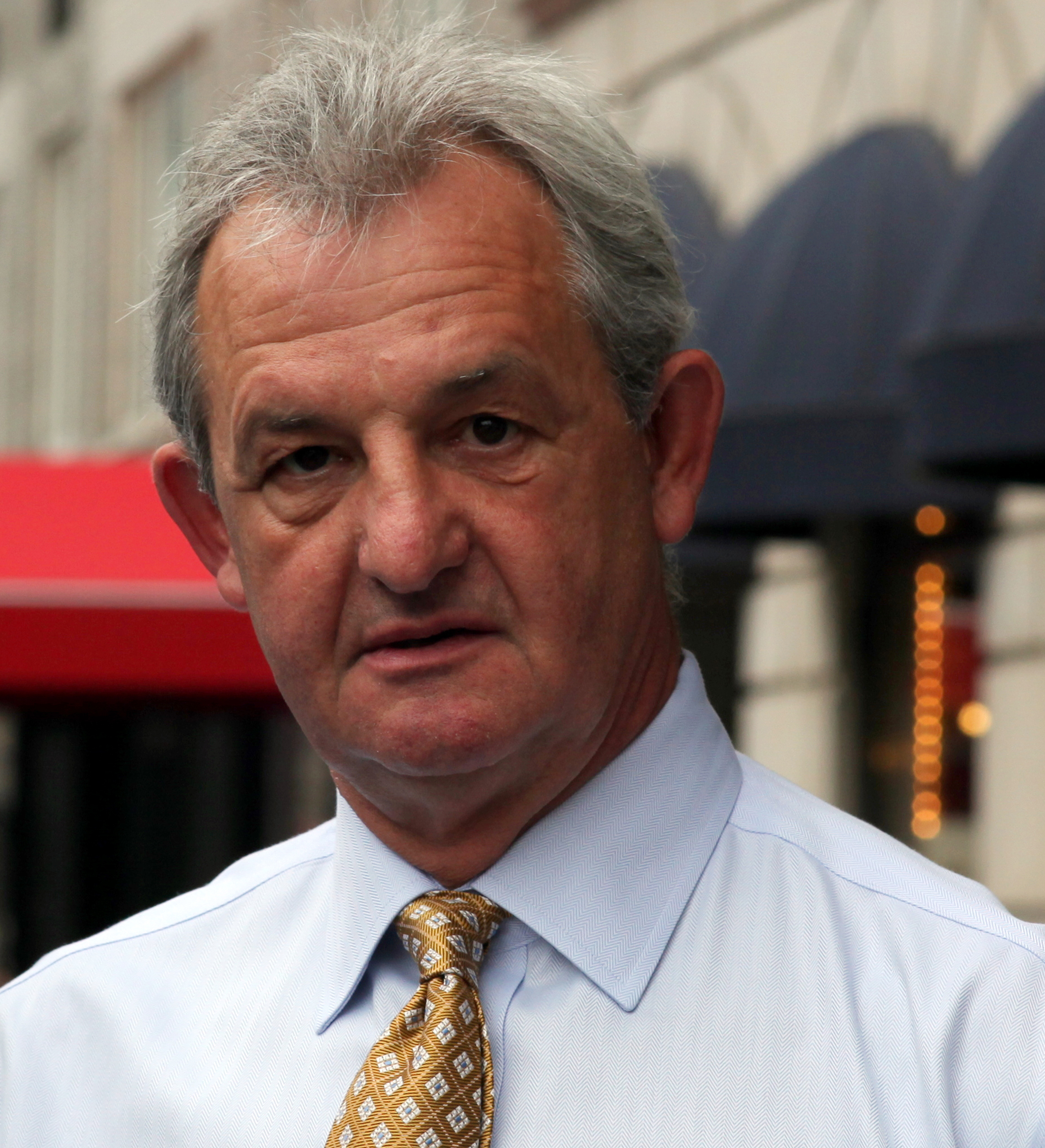
Дерріл Саттер

Продовжило сімейну традиції і наступне покоління:
Шон Саттер — син Браяна, 1980 р.н. Виступав за клуби Американської хокейної ліги, Хокейної ліги Західного узбережжя і Західної хокейної Ліги. Триввалий час грав за команди Веливої Британії, Швеції, Німеччини і Італії.
Бретт Саттер — син Дерріла, 1987 р.н. Провів у НХЛ 60 матчів. Більша частина кар'єри пройшла в Американській хокейній лізі.
Меррік Саттер — син Брента, 1987 р.н. Хокеєм займався на юнацькому рівні.
Брендон Саттер — син Брента, 1989 р.н. Провів у НХЛ 716 матчів. Чемпіон світу серед молодіжних команд 2008 року.
Броді Саттер — син Дуейна, 1991 р.н. Провів у НХЛ 12 матчів. Більша частина кар'єри пройшла в Американській хокейній лізі і Західній хокейній лізі.
Лукас Саттер — син Річа, 1993 р.н. На драфті 2012 року був обраний клубом «Вінніпег Джетс» (39 місце), а 2014 року — клубом «Нью-Йорк Айлендерс» (200 місце). Грає за команди різноманітний ліг Північної Америки. Сезон 2014/2015 провів в Американській хокейній лізі.
Райлі Саттер — син Рона, 1999 р.н. На драфті 2018 року був обраний клубом «Вашингтон Кепіталс».
Статистичні показники другого покоління Саттерів:

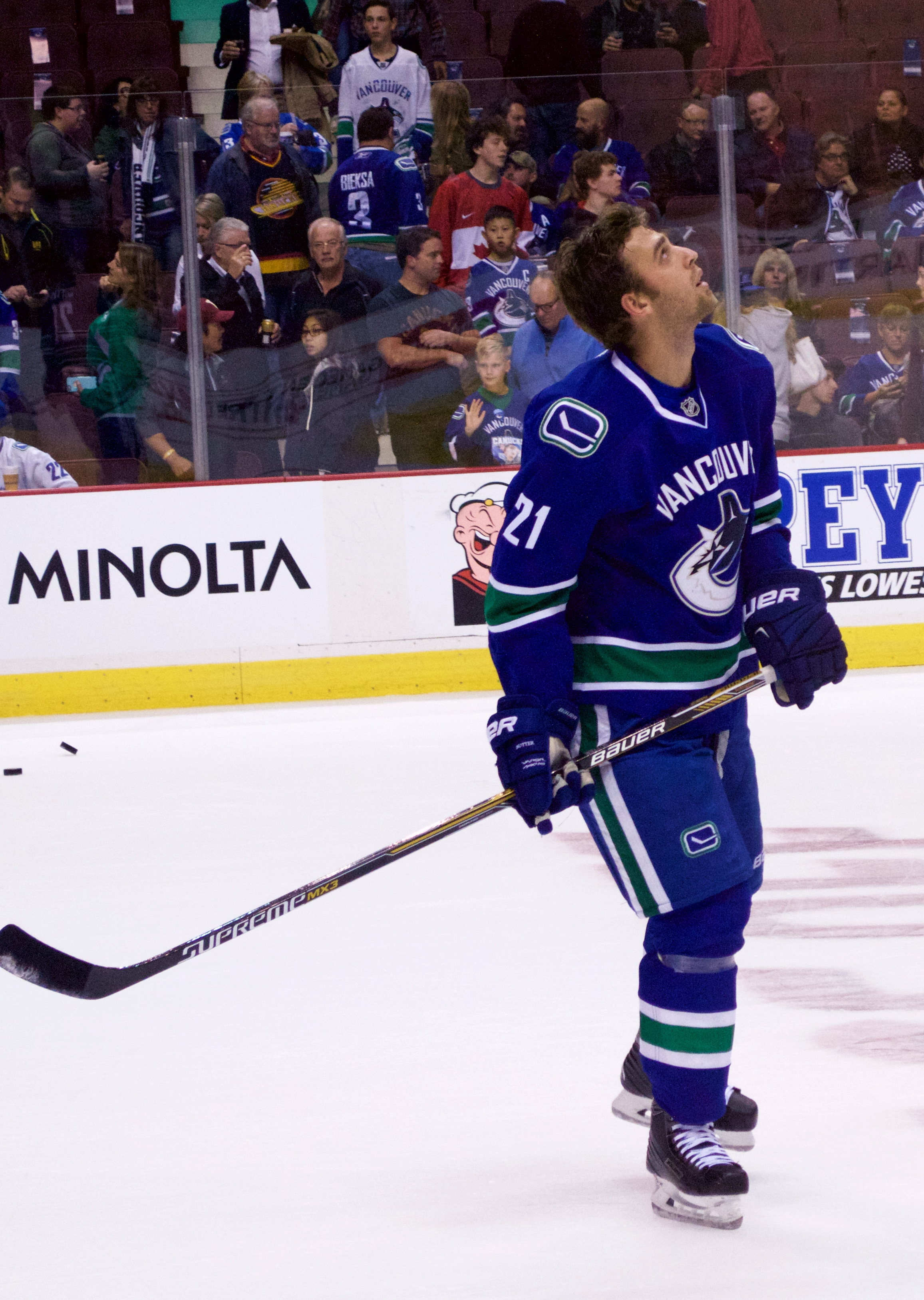
Брендон Саттер
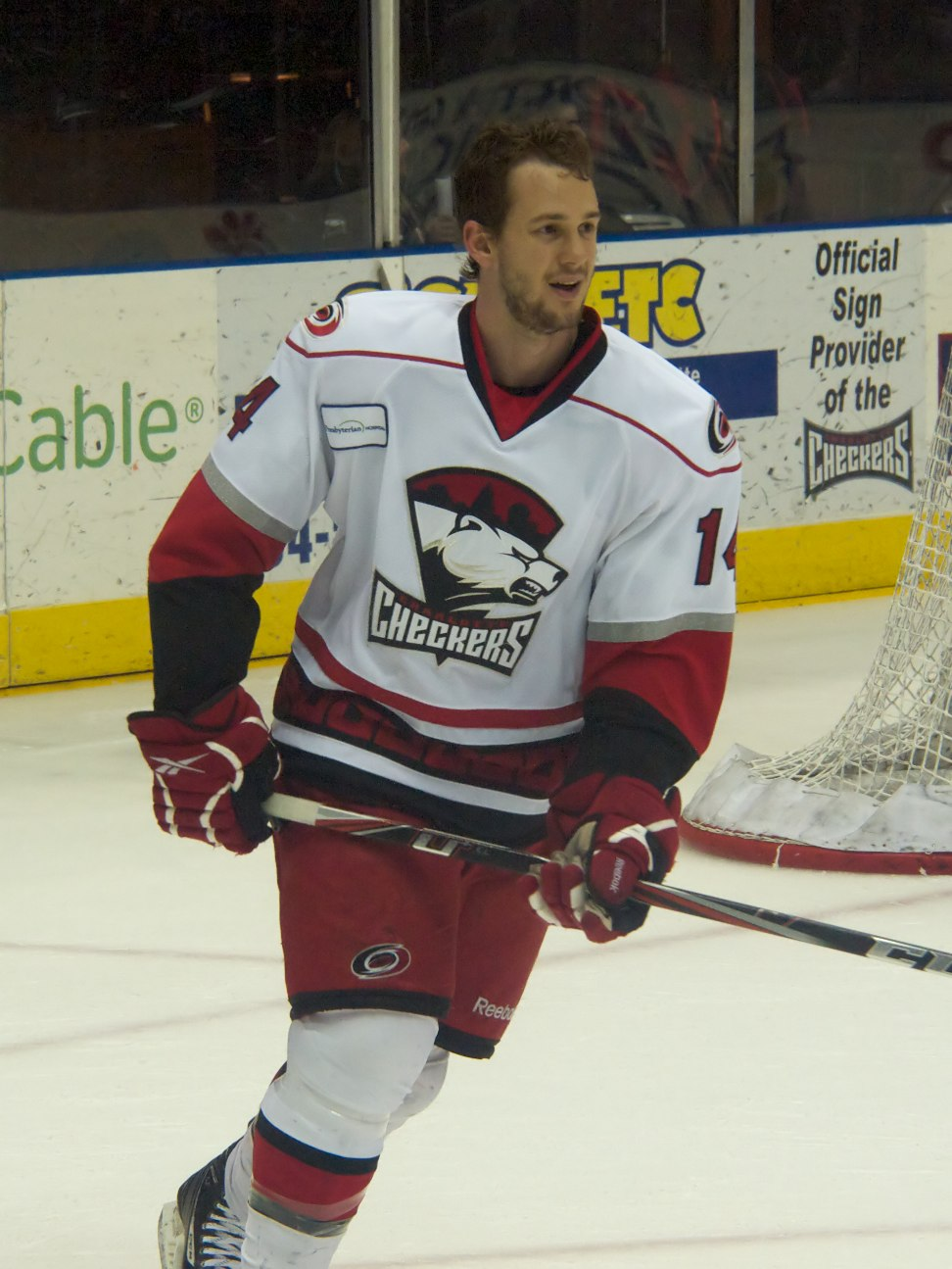
Бретт Саттер
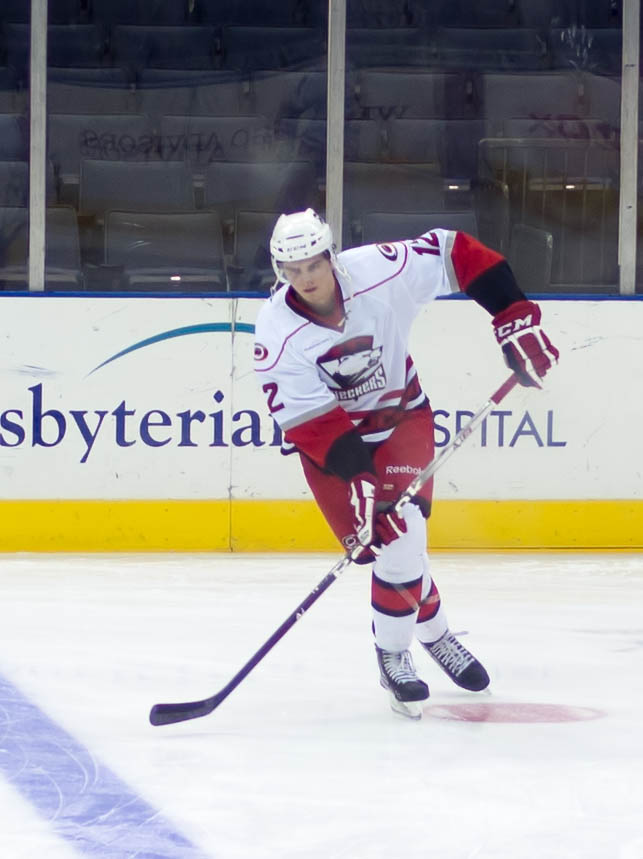
Броді Саттер

| Гравець        | Роки   | Регулярний сезон | Регулярний сезон | Регулярний сезон | Регулярний сезон | Регулярний сезон | Плей-оф | Плей-оф | Плей-оф | Плей-оф | Плей-оф |
| Гравець        | Роки   | І                | Г                | П                | О                | ШХ               | І       | Г       | П       | О       | ШХ      |
| -------------- | ------ | ---------------- | ---------------- | ---------------- | ---------------- | ---------------- | ------- | ------- | ------- | ------- | ------- |
| Брендон Саттер | з 2008 | 683              | 135              | 125              | 260              | 122              | 33      | 8       | 4       | 12      | 4       |
| Бретт Саттер   | з 2008 | 60               | 2                | 8                | 10               | 40               | -       | -       | -       | -       | -       |
| Броді Саттер   | з 2014 | 12               | 0                | 0                | 0                | 0                | -       | -       | -       | -       | -       |
| Всього         | з 2008 | 755              | 137              | 133              | 270              | 162              | 33      | 8       | 4       | 12      | 4       |

- Враховано сезон 2018/2019.

- Брендон Саттер
- Бретт Саттер
- Броді Саттер